# Chevrilles
Chevrilles, Giffers [ˈgɪfərs] en allemand, est une localité et une commune suisse du canton de Fribourg, située dans le district de la Singine.

## Géographie
Chevrilles se situe sur la rive droite de la Gérine, à 8 km au sud-est de la gare de Fribourg.
Le territoire de la commune mesure 5,21 km2. 13,6 % de cette superficie correspond à des surfaces d'habitat ou d'infrastructure, 64,8 % à des surfaces agricoles, 19,5 % à des surfaces boisées et 2,1 % à des surfaces improductives.
En plus du village de Chevrilles, la commune comprend les hameaux de Färtschera, Gauchetli, Matte, Neustatt, Popplera et Vorsatz.
Chevrilles est limitrophe de Plasselb, Planfayon, Rechthalten, Saint-Sylvestre et Tentlingen.

## Toponymie
En allemand standard, le nom Giffers est prononcé [ˈgɪfərs]. La forme française est Chevrilles. Dans le dialecte local alémanique, le Seislertütsch, le nom se prononce [ˈg̊ʏfərʃ] . Selon le dictionnaire Senslerdeutsches Wörterbuch publié par Christian Schmutz et Walter Haas, ce nom s’écrit Güffersch en alémanique.
La forme francoprovençale est [tsəˈvrɪʎɛ]  . Selon le dictionnaire français-patois publié par la Société cantonale des patoisants fribourgeois, ce nom s’écrit  Tsevrilye  en patois fribourgeois.
Le lieu est attesté pour la première fois en 1160, 1173 et 1184 sous la forme « Chivriles », puis en 1215 comme « Chivrile », en 1301 comme « guifrils » ou « Guyfrils », « guyfrels » en 1345, « Chiurillies » en 1445, « Chevrilliez » en 1453, et « Giffers » en 1577.
Les noms en allemand, français et francoprovençal proviennent tous de la même forme romande. Il s’agit d’une dérivation du mot latin capra ‘chèvre’ soit avec le suffixe collective –īlia ou le diminutive –īcula. La signification exacte de ce mot est inconnue ; le sens de « pâturage pour les chèvres » ou « étable pour les chèvres » est probable. La forme alémanique/allemande a été empruntée vers le VIIIe / IXe siècle quand le nom était prononcé [kʲavriʎiəs] en francoprovençal c’est-à-dire avant la palatalisation du [ka] en [tʃ] > [ts], mais après le développement de –pr- en –vr- en francoprovençal et après la Seconde mutation consonantique du vieux haut-allemand. Les [k] et [v] francoprovençal furent remplacées par [g] et [f] en alémanique. Le -i- inhabituel dans les attestations historiques et dans la forme allemande (normalement le [a] aurait dû se développer en [ɛ] ou [ə] en allemand) s’explique éventuellement par le mot de base francoprovençal tsivra ‘chèvre’. Dans ce cas, la signification du nom serait restée transparente pendant longtemps.

## Population et société

### Surnom
Les habitants de la commune sont surnommés lè Pèdzenê, soit ceux qui ramassent les poix en patois fribourgeois.

### Démographie
Chevrilles compte 1 710 habitants au 31 décembre 2022 pour une densité de population de 328 hab/km2. Sur la période 2010-2019, sa population a augmenté de 15,4 % (canton : 15,5 % ; Suisse : 9,4 %).  

## Personnalités
- Jakob Lauper (1815-1891), explorateur et chercheur d’or